# Stefan Filipović
Stefan Filipović (Podgorica, 18 de enero de 1987) es un cantante de Montenegro. Estudió en una academia de música de Cetiña. Empezó a cantar a los 7 años, y participó en varios festivales en Montenegro. Ganó varios de ellos y sus canciones se convirtieron en grandes éxitos. El 27 de enero de 2008 ganó el concurso MontenegroSong 2008 y representó a su país en la primera semifinal del Festival de la Canción de Eurovisión 2008 con la canción Zauvijek Volim Te, que tuvo lugar el 20 de mayo, en la cual quedó en decimocuarta posición con 23 puntos, quedándose sin pasar a la final. 

## Singles
- Ja Mogao Bih Sve (cuarto lugar y mejor debutante en el Music Festival Budva 2005)
- Ne Umijem (tercer lugar y mejor debutante en el Festival de Música Sunflower de Zrenjanin en 2005)
- Za Nju (cuarto lugar en el Evropesma 2006)
- Šećer i Voće (segundo puesto en el Music Festival Budva 2006)
- Ne Mogu Bez Tebe (segundo puesto en el MontenegroSong 2007)
- Nebo i More (ganador del Music Festival Budva 2007)